# Portyán
A Portyán (eredeti cím: Cruising) 1980-ban bemutatott  amerikai–nyugatnémet bűnügyi film. William Friedkin alkotása Gerard Walkernek (1928–2004), a The New York Times riporterének könyvén alapul. 
A regény olyan gyilkosságsorozatról szól, amelynek homoszexuálisok voltak az áldozatai.
A Portyán ellen már a forgatás időszakában hevesen tiltakoztak a homoszexuálisok, mondván, hogy a film egyoldalú, előnytelen képet fest róluk, azt sugallja, hogy a meleg életformának az erkölcstelenség, a bűnözés és az erőszak szerves része. A tiltakozás hullámai a bemutató után csaptak igazán magasra, noha a vádakat az alkotók azzal próbálták kivédeni, hogy a főcím elé bevezető szöveget illesztettek: „Ez a film nem kíván vádat emelni a homoszexuálisok ellen. Bemutatja a világuk egy szeletét, amely nem vonatkoztatható az egészre.” A kritikusok is hevesen támadták a filmet: ők főleg a lélektani motivációkat, a szituációk hitelességét kérdőjelezték meg. A világpremier óta eltelt évtizedek alatt a Portyán megítélése némileg változott, árnyaltabb vélemények is megjelentek róla. Ma már főleg úgy tekintenek rá, mint annak egyik bizonyítékára, hogy az AIDS előtti években Hollywood hogyan viszonyult a homoszexualitás témájához. A Portyán nem jutott el a magyar mozikba, a hazai közönség hivatalos formában videón ismerhette meg először a filmet 1993-ban.

## Cselekménye
|  | Alább a cselekmény részletei következnek! |

A Hudson folyóban egy levágott kart találnak. A rendőrség nem tudja azonosítani az áldozatot, bár korábban már a törzs is előkerült. Ezalatt egy melegbárban két férfi megismerkedik egymással, majd egyikőjük lakására mennek. Az aktus megtörténte után a sötét szemüveget viselő férfi megkötözi és megkéseli alkalmi partnerét. A későbbi halottkémi vizsgálat megállapítja, hogy a tettes ondója nem tartalmaz spermát. A nyomozók egy meleg prostituált segítségét kérik. A nyomozást vezető detektív ugyanakkor elutasítja a fiatal hímringyó panaszát arról, hogy két rendőr egy szolgálati kocsiban szexre kényszeríttette. Edelson kapitánynak a gyilkossági ügyek felderítésére merész ötlete támad. A fiatal Steve Burns nyomozót (Al Pacino) kéri fel arra, hogy vegyüljön el a melegek világában, és próbáljon meg a tettes nyomára akadni. Nem viselhet azonban rendőrjelvényt, és nem hordhat fegyvert sem. Azért Burnsre esett Edelson választása, mert ő ugyanolyan típus, mint az áldozatok. Az ifjú detektívnek barátnője van, már csak ezért is kisebb lakást kell bérelnie a titkos megbízatás teljesítésére. Burns a John Forbes nevet használja, és új otthonába költözésekor máris megismerkedik – természetesen meleg – szomszédjával, egy szép reményű íróval. El is mennek meginni valamit, közben a gyilkossági ügyekről is váltanak néhány szót. Az ifjú író szerint a rendőröket nem érdeklik a meleggyilkosságok. Burns még aznap este munkához lát: szado-mazo melegbárokba jár, ismerkedik. Munkája eredményéről – illetve inkább eredménytelenségéről – szóban folyamatosan beszámol a főnökének.
A gyilkosságok ellenére New Yorkban esténként továbbra is intenzív meleg élet zajlik. Két férfi megismerkedik egymással, és jobb híján egy néptelen parkba mennek. A sötétben egyikőjük különös dalt dúdolgat: „Na, ki van itt? Csak te meg én…” Az éneklő férfi hirtelen eltűnik, a másik hiába szólongatja. Rövidesen valaki késsel többször hátba szúrja.
Burns közben semmilyen eredményt nem ér el, barátnőjével való kapcsolata is kezd feszültté válni. Egyik este a nyomozót kiutasítják egy magánklubból, ám valaki érdeklődését felkeltette, és az illető utánamegy a sötét utcán. Burns nem megy el az ismeretlennel. Az újabb áldozat egy ruhaszalon tulajdonosa: egy szexshop vetítőfülkéjében végez vele a tettes. Burns a következő éjszakai portyáján újra látja azt a fiatal fiút, aki az előző este leszólította őt. A pincértől megtudja, hogy a srác erőszakos alak. Burns továbbítja az infót a főnökének. Nyomozni kezdenek a fiú után. Kiderül, hogy a srác egy étteremben dolgozik, ahol olyan késeket használnak, mint amilyen az egyik gyilkosság eszköze volt. A rendőrök csapdát állítanak a fiúnak. Burns elmegy a sráccal, kollégái pedig lesben állnak, hogy időben közbeavatkozhassanak. Erre sor is kerül: a fiú lakásába hatoló nyomozók Burnst meztelenül, az ágyon megkötözve találják. A Skip nevű fiút letartóztatják, és megalázó módon kihallgatják. Például azt kívánják tőle, hogy a kihallgatók előtt tolja le a nadrágját. A zsaruk azonban rossz nyomon járnak. A szexshop vetítőfülkéjének automatájában ugyanis találtak egy pénzérmét, melyen a véres ujjlenyomat a tettestől származik, ám ez nem egyezik meg Skip ujjlenyomatával.

Rendhagyó kihallgatás

Burns és barátnője viszonya válságba kerül, és a pár kapcsolatuk felfüggesztésében állapodik meg. Amikor Burns újra találkozik felettesével, a főnöke egy fotóalbumot nyújt át neki. Ebben az egyik áldozat, a Columbia Egyetem professzorának diákjairól készült fényképek találhatók: Burns az egyik fotón felismer valakit, akit látott már éjszakai portyázásai során. Kideríti a srác címét, és nyomozni kezd utána. Egy ízben még a lakásába is behatol, és ott megtalálja a fiú portyázós bőrruháját. A hazatérő fiatalember felfedezi a behatolás nyomait, az ablakon kitekintve pedig Burnst is megpillantja, akinek esze ágában sincs elrejtőzni. Sőt az egyik este valósággal felkínálkozik számára. Egy sötét parkban találkoznak, ahol Burns a gyilkos kedvenc dalocskáját énekli: „Na, ki van itt? Csak te meg én…” Az aktus lebonyolítására a közeli alagutat választják. Vetkőzés közben a férfi kést ránt, de Burns megelőzi és leszúrja. A kórházban a nyomozók a férfi elé tárják a terhelő bizonyítékokat. Felajánlják, hogy beismerő vallomása esetén csökkenteni fogják a büntetését, de ő mindent tagad.
Újabb gyilkosság történik. Az áldozat John Forbes (alias Burns) szomszédja, a barátságos drámaíró fiú. Az esethez kivonult Edelson kapitány felismeri, hogy a helyszínelő ugyanaz a rendőr, akit erőszakoskodása miatt a meleg prostituált a film elején bepanaszolt...
Később Forbes-t otthonában látjuk viszont, a barátnőjével is kibékült már. Mialatt a detektív a fürdőszobában borotválkozik, a kíváncsi lány kedvese holmijai között megtalálja nem csak azokat a ruhadarabokat, melyekben a férfi a melegbárokba járt, hanem azt a bőrsapkát is, amit a gyilkos viselt…

## A valódi gyilkosságsorozat
|  | Alább a cselekmény részletei következnek! |

1962 és 1979 között zajlott az a három gyilkosságsorozat, melyek a film alapjául szolgáltak. A nyomozásban fontos szerepet játszott két detektív, Randy Jurgensen és Sonny Grosso. Az 1960-as évek elején több homoszexuális személy tett panaszt az államügyészségen, hogy magukat rendőrnek kiadó férfiak – egy fehér és egy színes bőrű – zaklatják őket. A „Salt and Pepper”-nek elnevezett duó módszere a következő volt. Rendszeresen feltűntek West Village környékén, a homoszexuálisok kedvenc találkahelyein. Akiket intim helyzetben találtak, azokat „őrizetbe vették”, és készpénzt kértek az elengedésükért. A panasztevők közül kettőt később otthonában meggyilkoltak. A New York-i rendőrség illetékesei úgy döntöttek, hogy sajátos módon próbálják felderíteni a zsarolási és gyilkossági ügyet. Abban reménykedtek, hogy az álrendőrök elfogása nem csupán segít tisztára mosni a rendőrség jó hírén esett foltot, hanem a két konkrét gyilkossági ügy mellett esetleg más, folyamatban lévő bűnügyek megoldásához is elvezet. Azzal a feladattal bízták meg Randy Jurgensen nyomozót – aki 1957 óta volt állományban, és addig főleg fegyverrel és kábítószerrel összefüggő ügyekkel foglalkozott –, hogy homoszexuálisnak kiadva magát épüljön be West Village meleg közösségébe.
Jurgensen hamar rájött arra, hogyha sikerrel akarja teljesíteni titkos megbízatását – melyről nemhogy családja és barátai, de még a kollégái sem tudhattak –, akkor egy teljesen új életformát kell kialakítania magának. Nem elég lakást bérelnie West Village-ben, hanem öltözködésének és beszédstílusának is a meleg életvitelt kell tükröznie. Ruhatárába ennek megfelelően speciális alsónadrágok, edzőcipők, fekete csizmák, bőrdzseki és szegecselt bőrből készült csuklópántok kerültek. Felkereste a meleg szexshopokat, hogy tisztában legyen a nadrág különböző zsebeibe helyezett különféle színű kendők jelentésével. Még (mű)tetoválást is készített, egy csillagot az egyik szeme fölé. Kitartóan járta West Village mólóit és melegbárjait, partnereket keresve. (A meleg zsargonban ezt hívják „portyázás”-nak.) Újdonsült ismerősei – anélkül, hogy tudták volna valódi kilétét –, további tanácsokkal látták el, hogy minél sikeresebb legyen a meleg világban, és minél több helyre bejuthasson. Feladatának lényege az volt, hogy felderítse a valódi elkövetőket, és olyan helyzetbe kerüljön velük, hogy rendőri akciót lehessen végrehajtani. Noha sikerült kisebb bűnügyek felderítéséhez hozzájárulnia, a Salt and Pepper páros rendre kicsúszott a kezei közül.
Egy ízben Jurgensen egy erőszakos alakkal ismerkedett meg, akiről úgy érezte, hogy talán ő az egyik gyilkos. Kapcsolatba lépett felettesével a meghatározott kommunikációs csatornák egyikén, és csapdát állítottak a gyanúsítottnak. Jurgensen elment az illetővel egy motelbe, miközben nála volt egy apró mikrofon. A közelben tartózkodó, bevetésre váró egység – melynek Sonny Grosso az oszlopos tagja volt – ezen keresztül hallgatta ki Jurgensen és a férfi beszélgetését. Az előre megbeszéltek alapján az egység Jurgensen jelére várt, ám az adás hirtelen megszakadt. A rendőrök rosszat sejtve behatoltak a motelszobába, ahol Jurgensent félig levetkőzve találták. A gyanúsított férfit letartóztatták, különféle vádpontok alapján el is ítélték, de soha nem bizonyosodott be róla egyértelműen, hogy azonos lett volna valamelyik tettessel. A titkos küldetés ideje alatt Jurgensennek komoly identitásproblémái támadtak, mivel egyrészt egyre több megértést tanúsított azon homoszexuálisok iránt, akik gyakran alaptalanul és megalázó módon váltak különféle rendőrségi eljárások alanyaivá, másrészt félt attól, hogy lelepleződik családja és kollégái előtt. Felettese azzal próbálta megnyugtatni, hogy a kábítószeres ügyekben titkos megbízatást teljesítő kollégákból sem lesznek kábítószeresek, Jurgensennek sem kell aggódnia, hogy szó szerint „belemelegszik” az új személyiségébe. A leleplezés egyébként nem maradt el: Jurgensen barátnőjének testvére egy ízben meglátta a férfit, amint két homoszexuálissal kéz a kézben tartott egy melegbár irányába. Kínos magyarázkodás következett, ám Jurgensen nem fedte fel valódi küldetését a barátnője előtt sem.
Gerard Walker 1970-ben megjelent könyve ezt az ügyet dolgozta fel, és a Portyán is elsősorban ezen a bűnügyön alapul, ennek megfelelően az Al Pacino által játszott Steve Burns tulajdonképpen Randy Jurgensen alteregója. A film azonban felhasználta két másik gyilkosságsorozat motívumait is. Az egyik, az ún. „zsákos gyilkosságok” (Bag Murders) 1973 és 1979 között történtek. A Hudson folyó New Jersey-i partján, illetve az azóta lerombolt Világkereskedelmi Központhoz közeli folyóparton az évek folyamán különböző emberi testrészek kerültek elő, többnyire fekete színű zsákokban. Ezen torzók némelyikének bizonyos jellegzetességei (például tetoválások) alapján a rendőrség megállapította, hogy legalább 4 áldozat egyértelműen homoszexuális volt. Az ügyet nem sikerült felderíteni, több áldozatot azonosítani sem lehetett, sőt a rendőrség bizonyos eseteket nem is gyilkossági ügyként kezelt, mivel egyes testrészek esetében nem volt egyértelműen megállapítható a halál oka. Egy harmadik eset 1962 és 1979 között zajlott. E 17 év alatt 11 gyilkosság történt: az áldozatokat megkéselték, illetve esetenként megcsonkították. Közöttük néhány közismert személy is volt. A nyomozás során a rendőrség a barátok és a családtagok kihallgatása után arra a következtetésre jutott, hogy az áldozatok homoszexuális érdeklődésűek voltak.

## Így készült a film
A Portyánt eredetileg Brian De Palma szerette volna megfilmesíteni. A jogokat azonban nem sikerült megszereznie, ezért egy másik bűnügyi filmet rendezett Gyilkossághoz öltözve (1980) címmel. William Friedkin 1979 nyarán kezdett a forgatáshoz, számos külső helyszínen, így például East Village-i melegbárokban és a Central Parkban. A bárjelenetekben látható statiszták igazi homoszexuálisok voltak, akiket úgy instruáltak, hogy csináljanak mindent úgy egymással, ahogy egyébként szokták. Természetesen arról szó sem lehetett, hogy ezek a valós szexuális akciók teljes terjedelmükben bekerüljenek a filmbe, hiszen az garantáltan a forgalmazási csőddel egyenértékű „X” besorolással járt volna együtt. Friedkin James A. Contnert kérte fel vezető operatőrnek, aki addig csak segédoperatőrként dolgozott, ám a rendező roppant elégedett volt addigi munkájával. Contner eredeti elképzelése az volt, hogy a szado-mazo jeleneteket fekete-fehérben veszi fel, mert az illene ahhoz a miliőhöz, ám ezt a megoldást végül elvetették. Később a vágás során Friedkin állítólag manipulálta azt a gyilkossági epizódot, melynek áldozatát az ágyban késelik meg. Állítólag egy melegpornóból származó képkockákat vágott be a jelenetbe, hogy kihasználja az ún. Kulesov-effektus nézőkre gyakorolt hatását.
Homoszexuális aktivisták egy csoportja a legkülönbözőbb módszerekkel igyekezett meggátolni a forgatást. Így például felszólították a homoszexuális érdekeltségű szórakozóhelyek tulajdonosait és alkalmazottait, hogy tagadjanak meg minden együttműködést a filmesekkel. Bátrabbak a háztetőkre másztak fel, ahol tükrök és reflektorok segítségével keltett ellenfényekkel igyekeztek megzavarni a filmeseket. Mások a forgatási helyszín közelében petárdákat robbantgattak, és maximális hangerővel zenét üvöltettek, hogy tönkretegyék az eredeti hanggal készült jeleneteket. Mintegy ezer fő részvételével tüntetésre is sor került, melynek résztvevői azt követelték a város vezetőitől, hogy vonják vissza a filmnek nyújtott támogatást. Később arról szóltak a pletykák, hogy a főszerepet játszó Al Pacino és a rendező között szerepértelmezési problémák merültek fel, és a színésznek kellett engednie. Pacino állítólag azt nyilatkozta, hogy a kész film egyáltalán nem olyan lett, mint amilyenre az eredeti forgatókönyv alapján számított. A női főszerepet (tulajdonképpen az egyetlen valamirevaló női szerepet a filmben) Karen Allen játszotta, akinek Friedkin szándékosan nem mutatta meg a teljes forgatókönyvet, mert így akarta elérni, hogy az általa játszott Nancy valóban teljesen tájékozatlan legyen arról, hogy tulajdonképpen milyen munkát is végez kedvese, Steve Burns. A filmhez a The Germs nevű Los Angeles-i punkegyüttes több dalt is felvett, ám végül csak egyet (Lion’s Share) használtak fel. Ennek felvétele közben viszont állítólag maga Friedkin is pogózni kezdett a hangstúdióban.

## Homofóbia?
|  | Alább a cselekmény részletei következnek! |

A Portyán bemutatása világszerte felkavarta a kedélyeket. A film ellenzői homofóbiával vádolták a produkciót és a rendezőt. Friedkin esetében ez a vád különösen mulatságos, ha arra gondolunk, hogy 10 évvel korábban ő rendezte meg a Fiúk a csapatban (1970) című filmet, az egyik első olyan hollywoodi produkciót, melyben a homoszexualitás témája nyíltan megjelenik, ráadásul nem elítélő módon. A Portyánt azonban ízekre szedték a kritikusok, és nem maradt el persze az összehasonlítás sem az eredeti regénnyel. A bírálók főleg a hiteles és elfogadható motivációkat hiányolták. Kifogásolták, hogy a tettes semmi jelét nem adja annak, hogy bármilyen belső konfliktusa lenne szexuális orientációját illetően, ezért nem igazán világos, miért öl melegeket. Az egyik jelenetben például azt mondja áldozatának: „Te kényszerítettél arra, hogy megtegyem”. Nem derül ki azonban, hogy az áldozatok pontosan mivel váltják ki a gyilkos cselekedetét. Nem jelentenek valódi magyarázatot az indítékokra a tettesnek az apjával folytatott – képzeletbeli – beszélgetései sem, hiszen az sem egyértelmű, hogy a férfi halála előtt egyáltalán értesült volna fia homoszexualitásáról. A film végi – egyes változatokból hiányzó – jelenet szerint ugyanis az apa 10 évvel korábban hunyt el. Kifogások hangzottak el Steve Burns jellemére vonatkozóan is. A kritikák szerint egyrészt a filmben Burns egyáltalán nem úgy fest, mint aki valóban hitelesen beépült volna a meleg világba, másrészt semmi nem indokolja azt sem, hogy miért fordulna végül ő maga a homoszexuálisok ellen.

## Rendezői változat?
Bennfentesek már a bemutató időszakában azt rebesgették, hogy a mozikba került változatot állítólag jócskán megnyirbálták, és Friedkin valójában mintegy 40 perccel hosszabb anyagot nyújtott be elfogadásra. Mindenesetre néhol még ezt a nyilvánosságra került verziót is megvágták. Angliában például 54 másodperccel rövidítették meg a mozi- és a videováltozatot. 2003-ban ebből 53 másodpercnyi anyagot mégiscsak engedélyeztek, azt az 1 másodpercet azonban, melyben anális szex látható – mellesleg a Kulesov-effektus módszerével tudatosan nem érzékelhető módon –, akkor sem engedték vissza a filmbe. Ennek ellenére a Sky TV teljesen vágatlan változatot mutatott be. Az Amerikai Egyesült Államokban a CBS/Fox által megjelentetett videoverzió számít a legteljesebbnek, de azt már nem forgalmazzák. A szexualitás terén engedékenyebb Franciaországban kiadott verzió a főcím előtt tartalmaz egy olyan képsort, amely semelyik más változatban nem látható. Ebben homoszexuális cselekményt ábrázoló falfirkák láthatók, és alattuk egy felirat: „We are EVERYWHERE.” (MINDENHOL ott vagyunk.)
2007-ben olyan híradások jelentek meg, hogy hamarosan nyilvánosság elé kerül a rendezői változat, sőt voltak olyan tudósítások, melyek szerint erre a 2007-es cannes-i fesztiválon állítólag sor is került. 2007. szeptember 18-án, az Egyesült Államokban a film megjelent DVD-n, ám azok, akik rendezői változatot vártak, csalódtak. A kiadványhoz készült audiokommentárban Friedkin azt állította, hogy az a bizonyos 40 perc elveszett. Ugyanakkor a rendező utólag néhány vizuális effektust helyezett el a műben.

## Magyar kritikai visszhang
„Al Pacino, aki az Egy asszony illata című filmben nyújtott alakításáért Oscar-díjat kapott, ebben az 1980-ban készült filmben buzibárokban, homoszexuálisok hoteljeiben játszódó jelenetekben csillogtatja meg színészi képességeit. […] William Friedkin nagy vihart kavart a film bemutatásával, melynek kényelmetlenül realisztikus képsorai megdöbbentő erejűek.”

(Filmhírek 1993. május, 33. oldal)
„Bár a homoszexualitás rémétől rettegő Friedkin ügyesen zavarja össze a néző gondolatait, meggyőzően ábrázolja a »nyomasztóan beteges« alvilágot, Jack Nitzsche perverz zenéje és a hard core bandák dögös talpalávalója fülledt atmoszférát teremt, Al Pacino pedig kétségbeesett hányaveti szerepében. Ki érti ezt? Hollywood biztos, mert a Portyán elleni tiltakozások hatására a nyolcvanas években észrevehetően megváltozott a homoszexualitás ábrázolása és megítélése az amerikai filmekben.”

(Cinema 1993/4, 62. oldal, bp kritikája)

## Szereplők[7]
| - Al Pacino (Steve Burns) (Faragó József) - Paul Sorvino (Edelson kapitány) (Melis Gábor) - Karen Allen (Nancy, Steve Burns barátnője) (Dudás Eszter) - Richard Cox (Stuart Richards) (Hankó Attila) - Don Scardino (Ted Bailey) (Csonka András) - Joe Spinell (DiSimone őrszem) (Wohlmuth István) - Jay Acovone (Skip Lee) (Szokol Péter) - Randy Jurgensen (Lefransky nyomozó) (Balázsi Gyula) - Barton Heyman (Dr. Rifkin) (Imre István) - Gene Davis (DaVinci) (Bartucz Attila) - Arnaldo Santana (Loren Lukas) - Larry Atlas (Eric Rossman) - Allan Miller (rendőrfőnök) (Imre István) | - Sonny Grosso (Blasio nyomozó) - Ed O’Neill (Schreiber nyomozó) (Edward O’Neil néven szerepel a stáblistán) - Michael Aronin (Davis detektív) - James Remar (Gregory) (Mikula Sándor) - William Russ (Paul Gaines) (Barabás Kiss Zoltán) - Mike Starr (Desher őrszem) (Breyer Zoltán) - Steve Inwood (Martino) - Keith Prentice (Joey) - Leland Starnes (Jack Richards) - Robert Pope (DaVinci barátja) - Bruce Levine (táncos) - Powers Boothe (eladó) (Breyer Zoltán) - További magyar hangok: a három gyilkosságnál a gyilkos hangja mindig Fekete Zoltán, az áldozaté Mihályi Győző, továbbá F. Nagy Zoltán, Zágoni Zsolt. |

## Jelölés

### Arany Málna díj
- 1981 jelölés Jerry Weintraub (legrosszabb film)
- 1981 jelölés William Friedkin (legrosszabb rendező)
- 1981 jelölés William Friedkin (legrosszabb forgatókönyv)